# Großensee (Szlezwik-Holsztyn)
Großensee (dolnoniem. Grotensee) – gmina w Niemczech, w kraju związkowym Szlezwik-Holsztyn, w powiecie Stormarn, wchodzi w skład urzędu Trittau.